# Nagybárkány
Nagybárkány község Nógrád vármegyében, a Salgótarjáni járásban.

## Fekvése

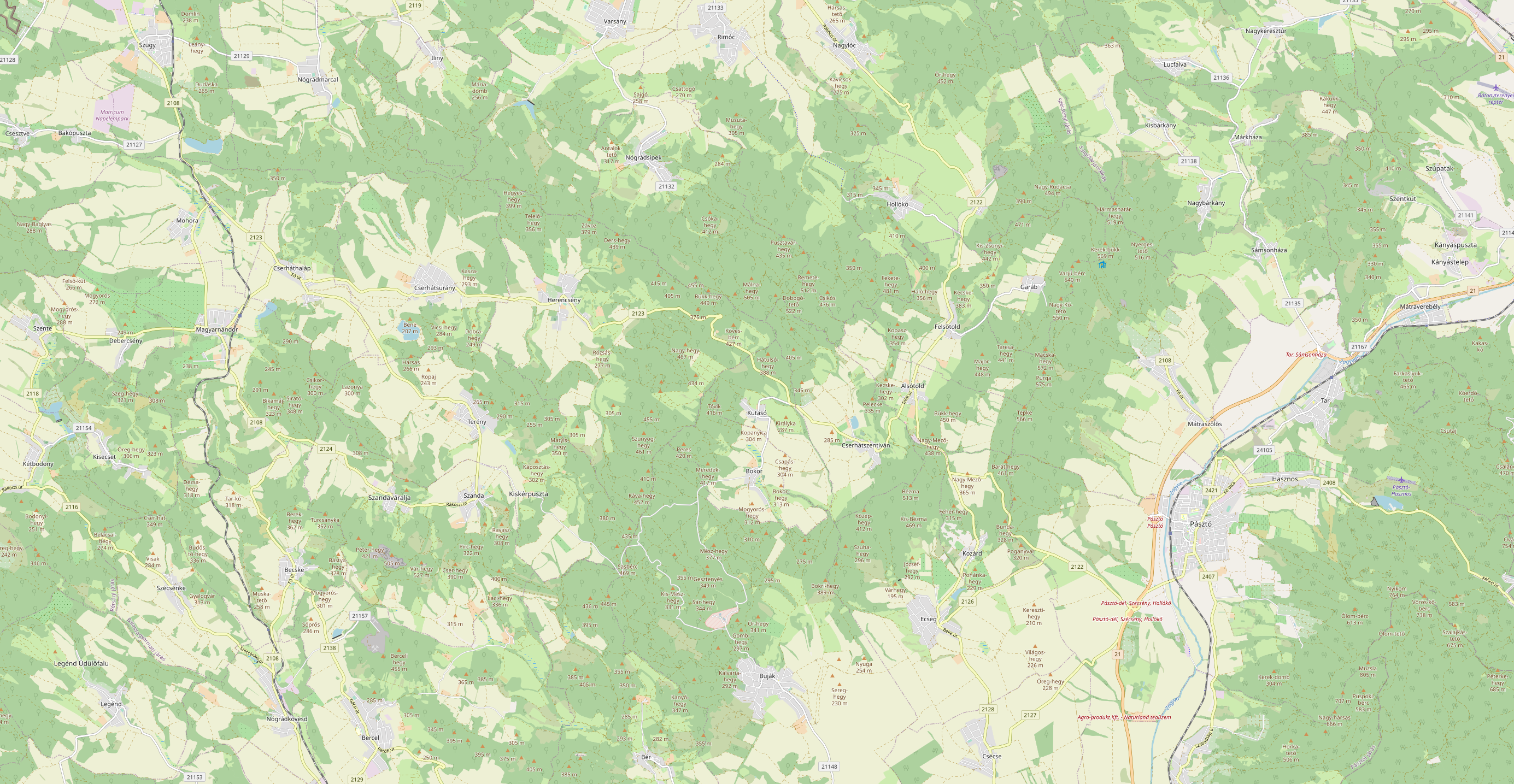
A Cserhát keleti része és Pásztó környéke

A település Nógrád vármegye középső részén, Salgótarjántól délnyugatra, Pásztótól északnyugatra, a Cserhát keleti részén fekszik. A Novohrad-Nógrád UNESCO Globális Geopark települése. Közúton az M3-as autópályán, majd arról Hatvannál letérve a 21-es főúton közelíthető meg, utóbbiról Tar előtt, kevéssel a 36-os kilométer előtt kell letérni északnyugat felé a 21 135-ös jelzésű mellékútra, ahol Nagybárkány területe nagyjából 6 kilométer után érhető el, Sámsonháza után.
Az említett mellékútból Nagybárkány területén ágazik ki több további, alsóbbrendű út, amelyek a szomszédos kistelepülésekre vezetnek: előbb, a falu belterületén, a 21-es főút elágazásától számított 5,6 kilométer után, nyugat felé a 21 138-as út Kisbárkányra, majd a 6,7 kilométernél a 21 137-es út Márkházára. A település még egy útja számozódik országos közútként, ez a 21 138-asból dél felé leágazó, egy kilométernél rövidebb 21 139-es út, ez Nagybárkány történelmi központjának a tulajdonképpeni főutcája.

## Földrajza
A falu közelében, a Cserhát dombjai között elnyúló, mocsaras Nádas-tó különféle tőzegmohák tenyészhelye. A védett terület a Kelet-Cserhát Tájvédelmi Körzet része. Nagybárkányon keresztül halad az Országos Kéktúra útvonala, mely főként nyaranta, igen sok turistát vonz. Szálláshely igénylésére a szomszédos Lucfalván és Sámsonházán van lehetőség. A festői környék, a jó levegő, a csodálatos panoráma s a vendégszerető helybéliek várják az idelátogatókat.

## Története

### Árpád-kor (12-13. század)
A 13. század elején szereplő vármegyei nemzetségek közül, a melyekre vonatkozólag már okleveles adatok állanak rendelkezésünkre, csupán a Záhokról (Zaah) sejthetjük, hogy birtokaikat az első foglalás jogán szerezték. E nemzetség a vármegye délkelet vidékének legnagyobb részét szállotta meg és ezek között megtalálható Bárkány is.
Az 1262. év őszén IV. Béla megegyezett a fiával. A király megtartotta a Dunántúlt s a dunáninneni vármegyéket Pozsonytól Nógrádig, Istvánnak pedig a Duna balparti része jutott, valamint a felvidéki vármegyék Nógrádtól Sárosig; ez a terület volt valamikor az ország java, de a tatárpusztítás óta elhanyatlott. Nógrád vármegye tehát ismét az ifjabb királyt uralta, úgy mint a nemzeti királyság első századában I. Endre és I. Géza alatt.De ez az állapot sem válhatott tartóssá. IV. Béla csak az alkalomra várt, hogy fiának a hatalmát megtörje. 1264-ben hadai ellepték az ifjabb király birtokait a felső vidéken. A nemesség csakhamar átpártolt IV. Bélához, csak kevesen, mint a Rátót nemzetségbeli Domokos fia Porcz István, a Pásztohi család őse, maradt hű Istvánhoz. Porcz István is nehéz viszonyok közé került. Anyagilag is károsodott, nemcsak a birtokaiban, a melyeket az Aba nemzetségbeliek tönkretettek, hanem azzal is, hogy tárnokmesteri illetményeit - évi 500 márkát - az anyakirálynétól többé nem kapta. Nehézzé tette helyzetét az a gyűlölet és üldözés is, a melyben az Aba nemzetségtől volt része azért, mert egyik ütközetben a nemzetség egy tagját, Vata fiát Lászlót elfogta és István ifjabb királynak kiszolgáltatta. István nem is volt iránta hálátlan. 1265-ben neki adományozta Ágas várát a hozzátartozó Kutassó, Bárkány és Tar helységekkel.
Nagybárkány Árpád-kori település. Nevét már 1265-ben említették az oklevelek, mint a Rátót nemzetségbeli Porcz Istvánnak, a Pásztohi, a Tari és a Kazai Kakas családok ősének adománybirtokát, melyet ez évben (1265) kaptak királyi adományként.

### Anjou-kor (14. század)
A Rátót nemzetségbeliek közül István, a ki az Ágas várához tartozó Kutasó és Bárkány birtokában volt még az Anjou-korban is a család birtokolja ezeket a településeket.
1332-1337-ben a pápai tizedjegyzékben plébániáját is említették.

### Luxemburgi Zsigmond uralkodásától Hunyadi Mátyás uralkodásáig (14-15. század.)
A mikor Zsigmond a nyugati egyházszakadás kérdésének a megoldására vállalkozott, jól tudta, hogy ez évek során át távol fogja tartani Magyarországtól, 1414-ben Kanizsai János érseket és Garai nádort nevezte ki helytartókká. Mialatt a konstanzi zsinaton időzött, sem feledkezett meg itthoni híveiről. 1415. április 16-án Kazai Kakas László fiainak, Gyulának és Lorántnak Bárkányt, Megyer harmadrészét és Laposdot adományozta. 1416-ban Bárkány László birtoka volt, majd 1472-ben Guthi Országh Mihály nádor és a Nánai Kompolthi család birtokába került.
Csánki Dezső: Magyarország történelmi földrajza a Hunyadiak korában.
```
"
Kakas (kazai) cs.
[
5
]
 
1416-ban igtatják őket Bárkány, Varbok, Szente, Luczin és más (hont- vagy nógrádmegyei) helységekbe. Bárkányt 1415-ben új adományúl kapták (ekkor a Pásztóiak kezén volt), Megyer részeivel és Lapasddal."
[
6
]
```

```
"
Pásztói cs.
[
7
]
 
1424 előtt bírták Buják és Szanda várát, de a Jakab hűtlensége miatt elvesztették; 1432-ben a Péter özvegye és fia János elzálogosítja ujfalusi birtokrészét Rozgonyi Péter egri püspöknek. 1454-ben Tépkét és Bárkányt bírták."
[
6
]
```

```
"
Tari cs.
[
8
]
 
Erzsébet királynétól kapja László Kis-Luczint 1382-ben, 1424-ben pedig Lőrincz és fia Rupert – cserében Drégel váráért – Zsigmond királytól Jobbágyit (is). Ugyanőt 1439-ben Sámsonháza birtokába igtatják be, 1454-ben a Rupert fia György a rokon Pásztóiakkal megegyezik, hogy családjok kihalása esetén egymás birtokait örököljék. A Tariak ekkor Nógrádban a fentebb említett Jobbágyot, Luczint és Sámsonházát bírták. Később azonban, előbb (1465.) zálogúl, majd (1472.) a György halálával végleg a gúti Országh Mihály nádor és nánai Kompoltiak kezére jutottak e birtokok. Kis-Bárkány, Nagy-Bárkány helységekkel, Tapács pusztával és Fejérkő (másként Sámsonvára, Sámsonháza m.) puszta várral együtt."
[
6
]
```

### Török hódoltsági idők (15-17. század)
1524-ben Pásztohi Ferenc és Zsigmond, 1598-ban pedig Pasztohi Gergely birtoka volt.
A mohácsi csatában elesett Balassa Ferencz főispán fiai Farkas és Ferencz, Zerdahelyi László, a kinek a neje, Verebélyi Margit, a vármegye egyik kiterjedt családjának volt a sarja; legutóbbinak a testvére Verebélyi János, Verebély, Bárkány, Sóshartyán és Tótvereb földesura, még 1535-ben is híven kitartott János király mellett.

### 18-19. század

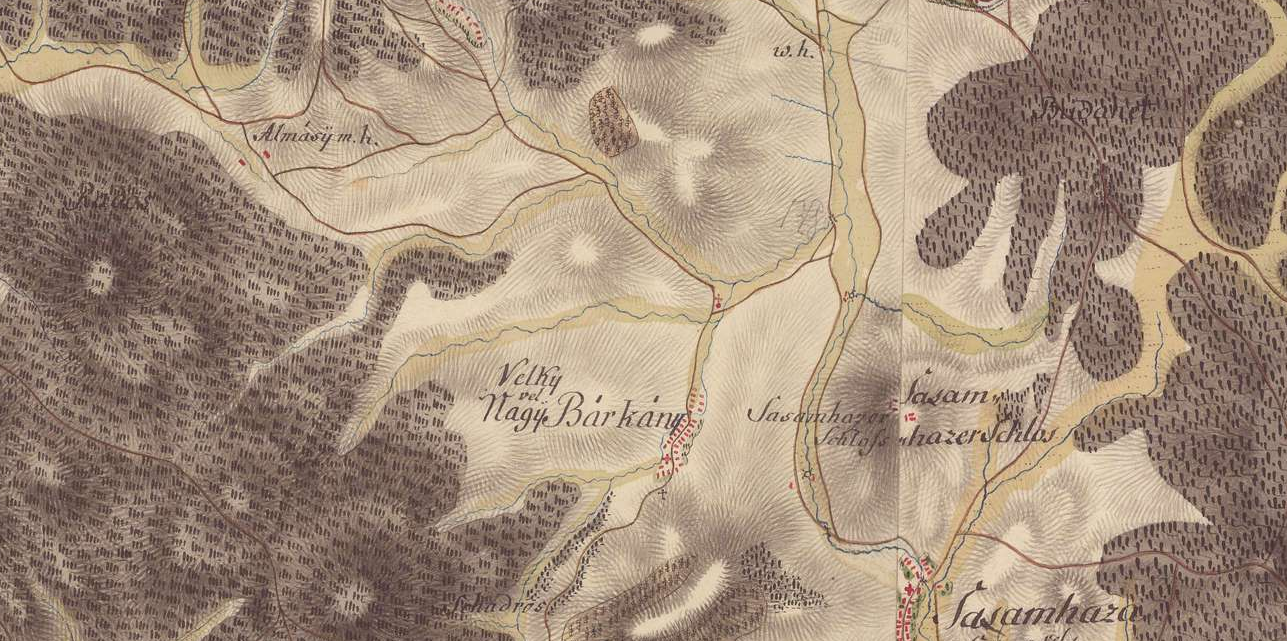
Nagybárkány (1782-1785)

1715-ben 13, 1720-ban 20 magyar háztartását írták össze. 1740-ben a gróf Berényi család birtoka, 1770-ben pedig Almássy Pál, Platthy Sándor és András, Fráter Pál, Nagy Mátyás, valamint a Reviczky, a Rakovszky családok és a ciszterci rend voltak birtokosai, majd az Almássy, a Gedeon, a Hunyady és a Veressy családok birtoka lett.
Vályi András: Magyar országnak leírása. 1796–1799.
```
"BÁRKÁNY. Kis Bárkány, Nagy Bárkány. Elegyes magyar faluk Nógrád Vármegyében, birtokosa Gróf Berényi Uraság, lakosai katolikusok, fekszenek Szétsénhez mintegy két mértföldnyire, Zagyva vizétöl nem meszsze. Határjának, ’s egyéb vagyonnyainak középszerű voltokhoz képest, második Osztálybéliek."
[
10
]
```

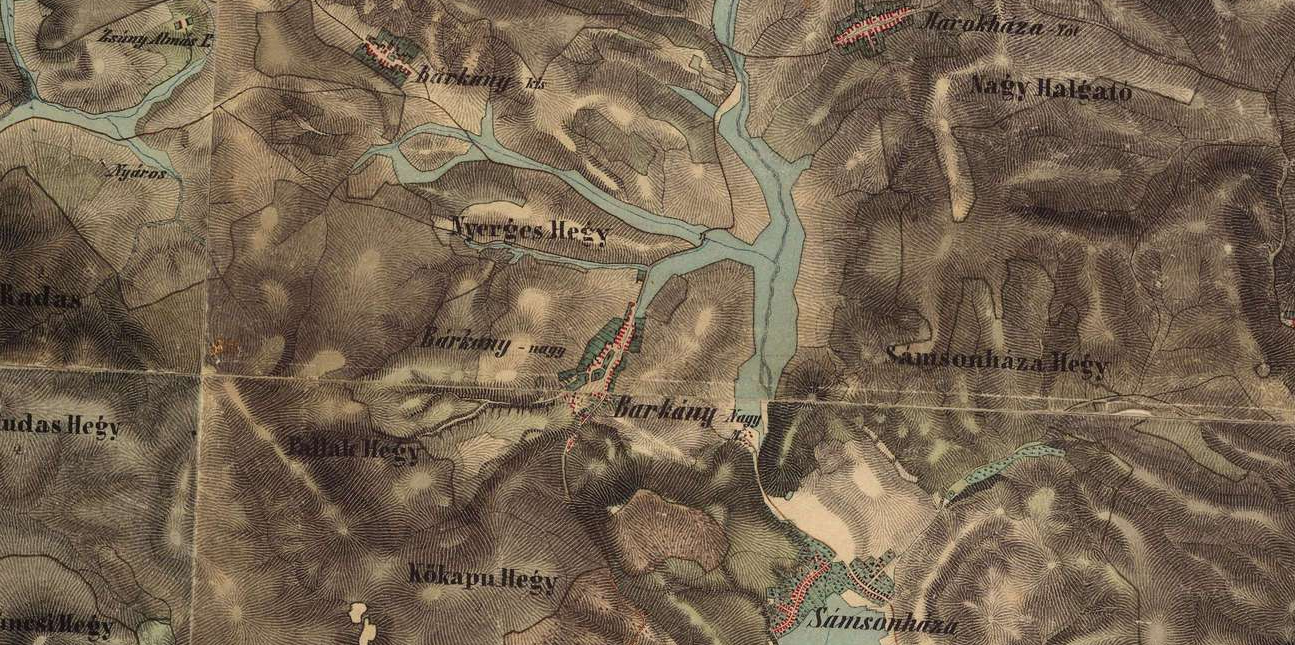
Nagybárkány (1809-1868)

Fényes Elek: Magyarországnak, s a hozzá kapcsolt tartományoknak mostani állapotja statistikai és geographiai tekintetben. 1836–1841.
```
"Nagy- és Kis-Bárkány, 2 magyar falu, Nógrád vármegyében, a Mátra vidékén, Pásztóhoz 3/4, ut. p. Szakálhoz 3 3/4 óra, az első 893 k. lak. s paroch. templommal, a másik 358 szinte kath. lak. Többen birják, de főbirtokos az Almásy család."
[
12
]
```

```
"Szent-Kut, puszta, Nógrád vmegyében, 30 kath. lak. Van itt egy nagy 2 tornyú templom, hol népes búcsújárások tartatnak. Birja az Almássy család. N. Barkány filial."
[
13
]
```

Pintér Sándor közvetetlen nyomozásai alapján az 1880-as években Nógrád vármegye területén 76 palócz községet állapított meg és ezek között szerepelt Nagybárkány is.

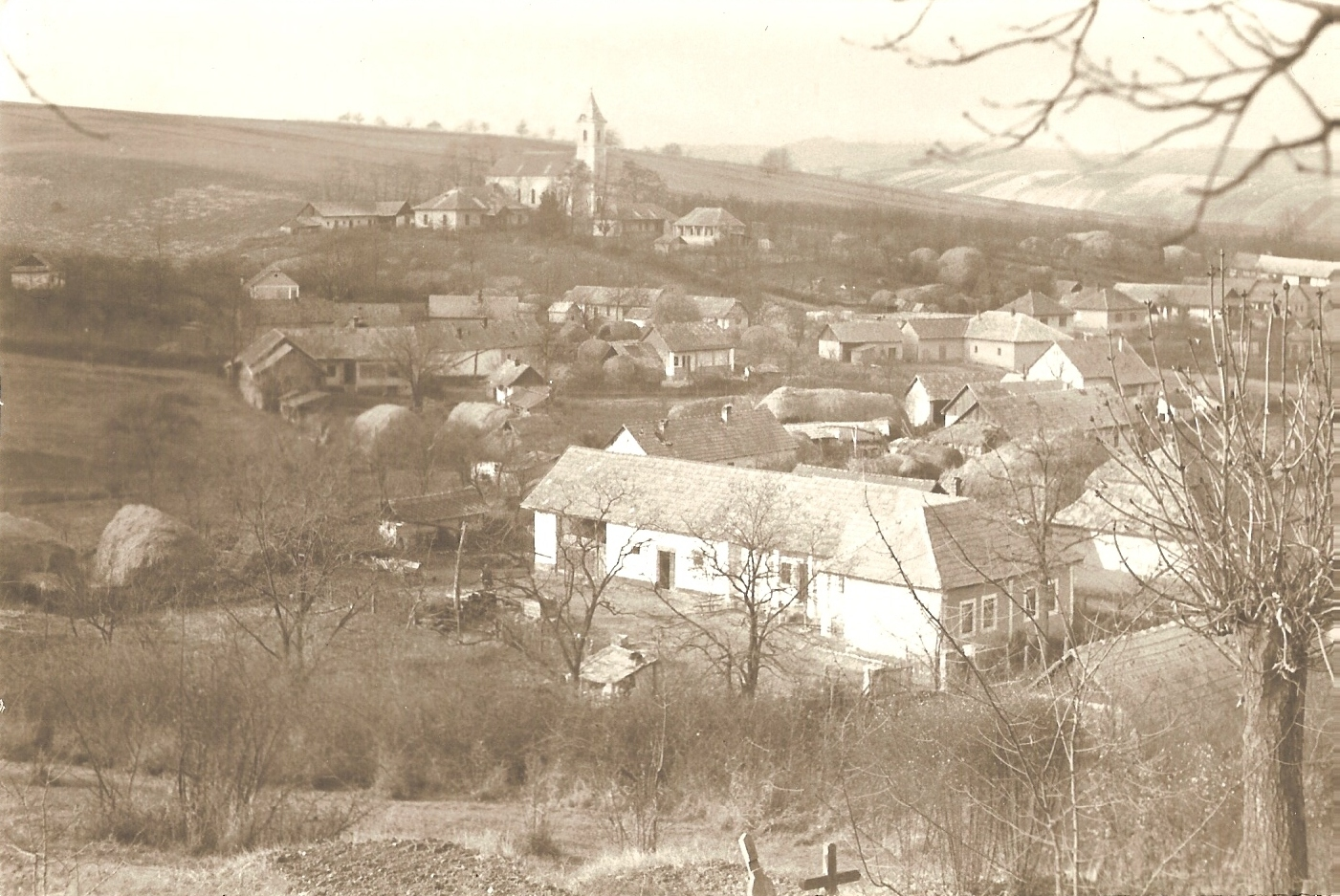
Nagybárkány az 1900-as évek elején

1889-ben nagy tűzvész pusztított a településen.  Az itt álló, tűztől óvó Szent Flórián szobor egy korábbi tragédiának állít emléket.

### 20. század
A 20. század elején Nógrád vármegye Salgótarjáni járásához tartozott.

### Nagybárkány elnevezésének változása
1220, 1550: sac(erdos) de Barhan nomne Moysém; 1254: Borkan; 1550: Barhan;
1254: t. Borkan; 1327: t. Barkan; 1328, 1374: pos. Barkan; 1415: Barkan, Kysbarkan, Naghbarkan; 1415: Nagyhbarkan; 1549: Nagh Barkaan; 1647: Barkany; 1728: Bakany; 1785: Velky vei Nagy Bárkány, Nagy Bárkány vei Velky Bárkány; 1815: Bárkány-Nagy; 1863, 1882: Nagy-Bárkány; 1906-: Nagybárkány

## Népesség

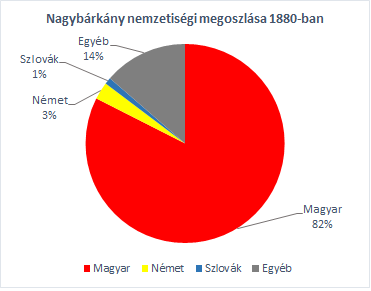
Nagybárkány nemzetiségi megoszlása 1880-ban

A település népességének és nemzetiségi összetételének változása: Nagybárkány népességét 1785-ben kezdték nyilvántartani, ebben az időben a község lakossága 384 fő volt. 1857-ig megfigyelhető egy fokozatos növekedés a népességszámban, ekkor 534-en laktak a faluban. 1857-től kezdve 1880-as évekig tapasztalható 50-70-fős csökkenés, ami a kolerajárvánnyal magyarázható. Az 1880-as évektől kezdve egy fokozatos növekedés figyelhető meg és a falu elérte 1970-ben a 726 főt. Az ezt követő években csökkent a népesség az 1990-es évekig. A 2000-es évektől kezdve egy enyhe növekedés tapasztalható és a falu lakosságszáma 660 fő körül mozog.
1910-ben 572 lakosából 570 magyar volt. Ebből 538 római katolikus, 31 evangélikus volt.

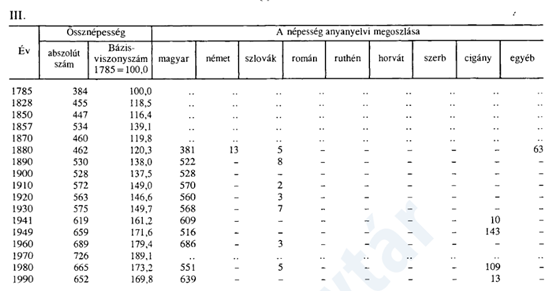
Nagybárkány népességének és nemzetiségeinek változása

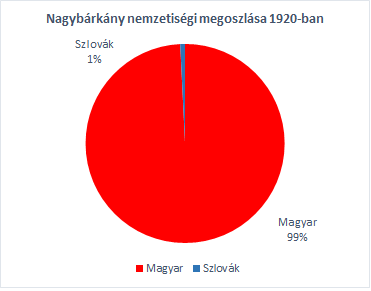
Nagybárkány nemzetiségi megoszlása 1920-ban

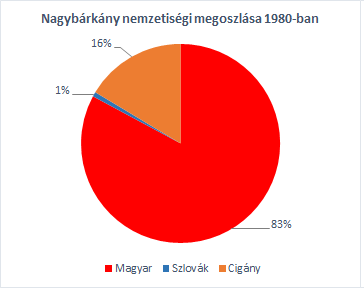
Nagybárkány nemzetiségi megoszlása 1980-ban

2001-ben a település lakosságának 80%-a magyar, 20%-a cigány nemzetiségűnek vallotta magát.
A 2011-es népszámlálás során a lakosok 96,4%-a magyarnak, 35,1% cigánynak, 1% szlováknak mondta magát (3,6% nem nyilatkozott; a kettős identitások miatt a végösszeg nagyobb lehet 100%-nál). A vallási megoszlás a következő volt: római katolikus 86,2%, református 0,4%, evangélikus 3,1%, felekezeten kívüli 2,3% (8% nem nyilatkozott).
2022-ben a lakosság 97,1%-a vallotta magát magyarnak, 20,2% cigánynak, 0,2% egyéb, nem hazai nemzetiségűnek (2,9% nem nyilatkozott; a kettős identitások miatt a végösszeg nagyobb lehet 100%-nál). Vallásuk szerint 80,3% volt római katolikus, 1,1% evangélikus, 0,3% református, 0,2% egyéb keresztény, 1,7% egyéb katolikus, 5,7% felekezeten kívüli (10,6% nem válaszolt).

## Nevezetességei

### Szent Márton római katolikus templom

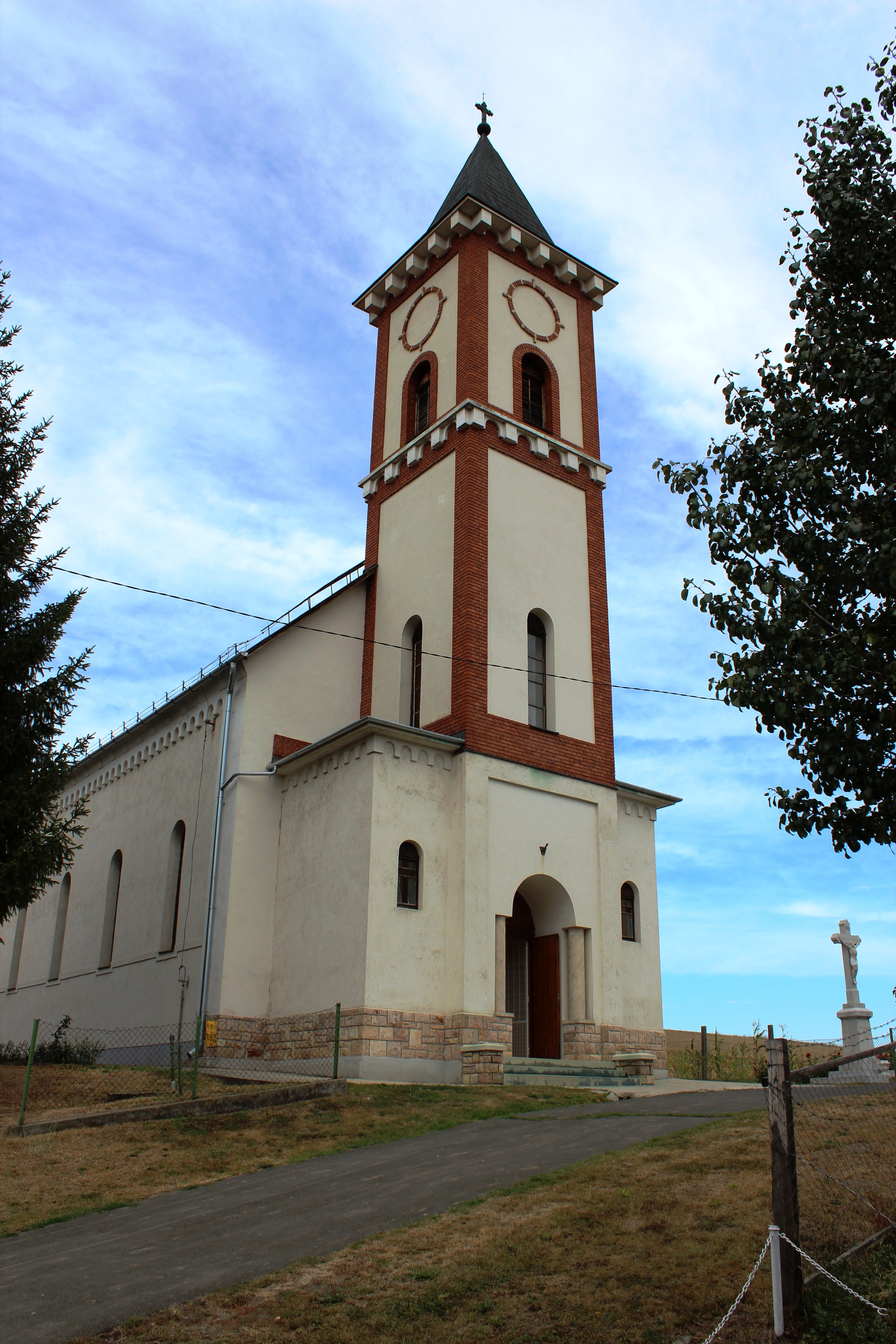
Szent Márton templom

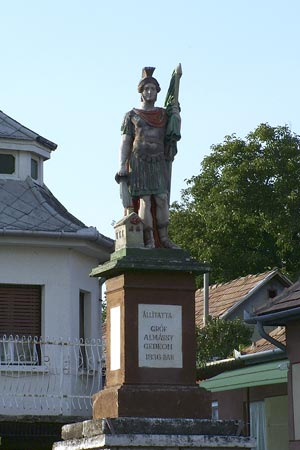
Szent Flórián szobra

Az 1788-as Visitatio Canonica szerint temploma már 1460 előtt állt. Helye a mostani Polgármesteri Hivatal környékén volt, bent a falu közepén. Egykori harangjának felirata: IN HONOREM DEI ET S(ancti) MARTINI EPISCOPI (Isten és Szent Márton püspök tiszteletére - Nagybárkány, rk., 1674, öntötte Michael Kupec, Németlipcse). Az 1870-es évek végén, a hegyről lezúdult víz használhatatlanná tette a templomot.
Így Nagybárkány legszebb helyén, egy domb tetején kezdték el építeni a templomot 1883-ban, az egyházmegye és a hívek adományaiból. Az 1880-as években 528 római katolikus lakosa volt a falunak.
A templomot neoromán stílusban építették. A templom alapterülete 220 m². A templom legértékesebb kincse a szószék, amelyet valószínűleg más templomból hoztak, és egy 18. századi kiváló asztalos munkája.  A mellvéd függőlegesen kiképzett főrésze 3 mezőre tagozódik, melyekben a négy evangélista domborműve látható, balra Szent Máté, szimbólumával, az angyallal. Középen beszélgetve Szent Márk és Szent Lukács szimbólumaikkal, az oroszlánnal és a bikával. Jobbra, alig látható helyen pedig a szeretett tanítvány alakja, Szent János apostol a napba néző sas hasonlatával.
A 19. századból származik az oltárkép, mely Szent Mártont ábrázolja. A tornyot életveszélyessé válása miatt 1979-ben lebontották, s a hívek pénz- és munkaadományaikból 1981-ben újra felépítették. 1998-ban a templom orgonáját, mely sok éven át hallgatott, megjavították.

### Flórián szobor
Szent Flórián – a tűzoltók védőszentje – szobrát 1836-ban állították, a falut egykor pusztító tűzvészek elleni védelemül.

## Közélete

### Polgármesterei
- 1990–1994: Balya András (független)[18]
- 1994–1998: Balya András (független)[19]
- 1998–2002: Balya András (független)[20]
- 2002–2006: Balya András (független)[21]
- 2006–2010: Balya András (független)[22]
- 2010–2014: Dombovári Edina (Fidesz–KDNP)[23]
- 2014–2019: Dombovári Edina (Fidesz–KDNP)[24]
- 2019–2024: Balog Pál (független)[25]
- 2024– : Balog Pál (független)[1]

## Ismert személyek
- Itt volt plébános, közel 3,5 évtizeden át (1879 és 1913 között) Neszméry Gáspár.